# Marian Zazeela
Marian Zazeela (Nueva York, 15 de abril de 1940 - 28 de marzo de 2024) fue una artista de luz, diseñadora, calígrafa, pintora y música estadounidense. Fue miembro del colectivo de música experimental Theatre of Eternal Music en la década de 1960. Describió su obra como “arte fronterizo”, un concepto que desafía la distinción convencional entre arte decorativo y bellas artes al incorporar elementos decorativos dentro de esta última.

## Trayectoria
Nació de padres judíos rusos y fue criada en El Bronx. Estudió en la Escuela Secundaria de Música y Arte y Artes Escénicas Fiorello H. LaGuardia y en el Colegio Bennington, donde estudió con Paul Feeley, Eugene C. Goossen y Tony Smith. En 1960, obtuvo una licenciatura en Artes con especialización en pintura. Durante sus dos últimos años en Bennington (1959-60), comenzó a producir trazos caligráficos abstractos en sus pinturas, grabados y dibujos. Su primera exposición de arte fue en el centro cultural 92nd Street Y en 1960, donde exhibió grandes lienzos que contenían trazos caligráficos suspendidos en amplios campos de color estático. Poco después de graduarse, se mudó a Nueva York, donde realizó diseño de escenario para la obra El sistema del infierno de Dante de LeRoi Jones / Amiri Baraka. Actuó y modeló para Jack Smith (apareciendo en su película Flaming Creatures y el libro de fotografía The Beautiful Book), antes de ser presentada en 1962 al compositor La Monte Young, con quien estuvo asociada a partir de este momento.
Durante un período de rápido crecimiento a principios de la década de 1960, Zazeela se unió como vocalista al grupo musical de Young, en el Theatre of Eternal Music (que también incluía, en varias ocasiones, al fotógrafo Billy Name, al músico minimalista Terry Riley, al músico John Cale, al video-artista y músico Tony Conrad y al poeta y músico Angus MacLise ). Produjo para ellos espectáculos de luces láser (entre los primeros en su tipo) que pueden haber inspirado a Andy Warhol. Fueron contemporáneos al trabajo temprano del más conocido artista de luces Dan Flavin . Esta obra, derivada de sus lienzos y dibujos caligráficos expresionistas anteriores, adquiere ahora un carácter psicodélico. Utiliza diapositivas de imágenes fijas y geles de colores, mezclados en disoluciones muy lentas, creando efectos ópticos asociados con el Op-Art . En 1965, tituló esta obra Ornamental Lightyears Tracery, y posteriormente se presentó en el Museo de Arte Moderno, el Museo Albright-Knox, la Fundación Maeght, el Moderna Museet, el Museo Metropolitano de Arte, Documenta 5, Haus der Kunst, la Fundación MELA y la Fundación Dia Art; entre otras galerías y museos. En 1964, fue el tema de una de las películas Screen Test de Andy Warhol.
Durante los siguientes 30 años, Zazeela elaboró este trabajo en formas cada vez más ambientales y escultóricas, a menudo incorporando el uso de luz y sombras de colores, que tituló Dusk Adaptation Environment (instalación), Still Light (escultura), Magenta Day / Magenta Night (instalación/escultura) y, de manera más general, Light . Obsesionada con la duración y la saturación del color, a finales de los años 60 comenzó a presentar trabajos de luz en colaboración con la música minimalista de Young. Estas obras, concebidas como instalaciones a largo plazo llamadas Dream Houses, incluyen una en el 275 de Church Street, activa desde los años 90 y abierta al público cuatro días a la semana. 
En 1970, Zazeela comenzó a estudiar en la escuela de música clásica indostaní de Kairana  con Pandit Pran Nath, de quien fue una devota discípula desde entonces. Por encargo de la Dia Art Foundation (1979-1985), Zazeela y Young colaboraron en una presentación continua de seis años de Dream House, ambientada en el edificio de seis pisos de Harrison Street en Nueva York, que presentó sus múltiples entornos de luz y sonido interrelacionados, exhibiciones de sus dibujos y material de archivo. La colaboración de un año de Zazeela sobre ambientes de luz y sonido con La Monte Young llamada The Romantic Symmetry (sobre una base de 60 ciclos) se presentó en la sede de Dia Art Foundation en 22nd Street, Nueva York, durante los años 1989-90.
Murió en su casa en Nueva York, el 28 de marzo de 2024, con 83 años.

## Reconocimientos
En 1969, se publicó un libro con una selección de sus escritos junto a Young. Más tarde, en 1996, Bucknell University Press editó un libro sobre ambos, con textos de Henry Flynt y Catherine Christer Hennix. En 2000, se publicó en Alemania una monografía de sus dibujos en tres idiomas. En 2020, se organizó una retrospectiva de los dibujos de Zazeela en Dia Beacon.
En su memoria, se presentó una exposición de sus dibujos llamada Dream Lines,  del 1 de marzo al 11 de mayo de 2024, en Artists Space en Nueva York.

## Discografía
- 1969 – 31 VII 69 10:26 - 10:49 PM / 23 VIII 64 2:50:45 - 3:11 AM The Volga Delta. Con La Monte Young. Edition X.
- 1974 – Dream House 78' 17". Con La Monte Young. The Theatre of Eternal Music. Shandar.
- 1999 – The Tamburas of Pandit Pran Nath. Con La Monte Young. Just Dreams.
- 2000 – Inside the Dream Syndicate, Volume One: Day of Niagara (1965). Con John Cale, Tony Conrad, Angus MacLise y La Monte Young. Table of the Elements.
- 1991 – The Second Dream of the High Tension Line Stepdown Transformer from the Four Dreams of China. Con Ben Neill, Gary Trosclair, James Donato, James O'Connor, Pamela Fleming, Rich Clymer, Rich Kelley y Stephen Burns. Gramavision.